# Сичак Зіновія Михайлівна
Зіновія Михайлівна Сичак (12 серпня 1954, Львів — 25 червня 2025, Львів) — українська бандуристка, педагогиня, диригентка, засновниця та багаторічна керівниця народної капели бандуристок «Зоряниця» при Львівському національному університеті імені Івана Франка.

## Життєпис
Народилася 12 серпня 1954 року у Львові.
У 1973 році закінчила Львівське державне культосвітнє училище в класі В. І. Листопада. Розпочала педагогічну діяльність у Миколаївській музичній школі на Львівщині: викладала бандуру та організувала ансамбль бандуристів із понад 40 учасників. У цей час керувала групою початківців у капелі бандуристок «Дзвіночок» під керівництвом В. Дичака.
У 1977 році вступила до Львівської державної консерваторії ім. М. Лисенка (нині Львівська національна музична академія ім. М. Лисенка), де навчалася в класі народної артистки України Людмили Посікіри. Завершила навчання у 1982 році.
З 1979 по 1982 рік керувала капелою бандуристів у Львівському кооперативному технікумі. Також у цей період працювала з капелою «Галичанка».
У 1982 році на основі студентського ансамблю створила капелу бандуристок «Зоряниця» при Львівському університеті. У 1991 році колектив здобув звання «народної».
З 1992 року працювала в Львівській музичній школі № 1 ім. Анатолія Кос-Анатольського як викладачка бандури. Була активною членкинею Львівського обласного відділення Національної спілки кобзарів України.

## Капела «Зоряниця»
Під її керівництвом капела бандуристок «Зоряниця» об'єднала понад 800 студенток. Колектив став мистецькою візитівкою Львова та Львівського університету. З «Зоряницею» Зіновія Сичак організувала виступи в багатьох країнах Європи — Польщі, Бельгії, Німеччині, Франції, Нідерландах, Італії, Люксембурзі.
Після повномасштабного вторгнення Росії у 2022 році колектив під керівництвом Зіновії Сичак провів десятки благодійних концертів, кошти від яких передавалися на підтримку Збройних сил України.